# 徳川義宜
徳川 義宜（とくがわ よしのり）は、江戸時代末期の大名。尾張藩の第16代（最後）の藩主、尾張藩知事。官位は従三位・左近衛権中将。

## 生涯
14代藩主・徳川慶勝の三男として誕生した。幼名は元千代。慶勝は元千代誕生から間もなく隠居を余儀なくされたが、幕命により元千代は跡を継いだ叔父の15代藩主・徳川茂徳の養子となり、茂徳より1字を与えられて初名の徳川徳成（ながなり）を名乗る（のちに養親子関係は解消された）。元治元年（1864年）に茂徳も隠居したため6歳で家督を継ぎ、諱を義宜（表記は義宣とも）に改める。
しかし幼少のため、執政は父・慶勝によってほとんど成されたという。慶応4年（1868年）、戊辰戦争が起こると父と共に新政府軍に帰属し、新政府軍が東海道を江戸に向けて出征を開始すると、その先鋒を務めた。徳川慶喜隠居後の徳川宗家次期当主候補に擬せられたこともある。しかしもともと病弱だったため、慶勝の影に隠れ、主体性は薄かった。
明治8年（1875年）、18歳で夭折した。法号は隆徳院殿。号は松堂、靖公。義宜の死後は父・慶勝が当主として復帰している。